# Großrudestedt
Großrudestedt è un comune di 1 833 abitanti della Turingia, in Germania.
Appartiene al circondario (Landkreis) di Sömmerda (targa SÖM) ed è amministrato dalla Verwaltungsgemeinschaft Gramme-Vippach.